# Oud-Heverlee Leuven in het seizoen 2015/16
Oud-Heverlee Leuven nam in het seizoen 2015/16 deel aan de Jupiler Pro League en Croky Cup.

## Gebeurtenissen
Oud-Heverlee Leuven was in het seizoen 2015/16 een van de nieuwkomers in de hoogste klasse. De club nam in de zomermaanden afscheid van onder meer Logan Bailly, Dion Cools en Kenny Thompson. Daartegenover stond de komst van onder meer Jordan Remacle, Pieter-Jan Monteyne, Leandro Trossard en doelman Rudy Riou.
OHL begon met een moeilijk programma aan de competitie. Op de eerste speeldag werd er verloren van KRC Genk, een week later werd ook er van RSC Anderlecht niet gewonnen. Daardoor moest de club vanaf het begin tegen de degradatie strijden. Pas op de vierde speeldag, toen er voor eigen volk met 2–0 gewonnen werd van Sporting Charleroi, pakte het elftal van trainer Jacky Mathijssen voor het eerst punten.
Vanaf eind september begon OHL aan een opmars. Twee opeenvolgende gelijke spelen tegen respectievelijk Standard Luik en Moeskroen-Péruwelz en een zege op het veld van KSC Lokeren zorgden ervoor dat OHL naar de elfde plaats steeg. Nadien volgde echter een zwarte terugval. Er werd vijf keer op rij verloren, waardoor OHL op de voorlaatste plaats belandde. Bovendien stond een deel van de spelersgroep niet langer achter trainer Mathijssen. Op 24 november 2015 werd hij ontslagen. Het bestuur toonde vervolgens interesse in Fred Vanderbiest, maar die haakte af omdat de club niet aan zijn voorwaarden wilde voldoen.
Uiteindelijk werd Emilio Ferrera voorgesteld als de nieuwe coach. Onder hem won OHL onder meer met 5–1 van rechtstreekse concurrent KVC Westerlo en met 4–1 van KV Oostende. De club veroverde in de terugronde vijf punten meer dan in de heenronde, maar dat bleek onvoldoende om in de hoogste afdeling te blijven. Met de nederlaag tegen Moeskroen-Péruwelz (1–3) op de op drie na laatste speeldag had OHL immers een slechte zaak gedaan. Op de laatste speeldag verloor het elftal van Ferrera met 0–1 van Club Brugge waardoor de club reeds na een seizoen opnieuw degradeerde.

### Trainerswissel
Trainer Jacky Mathijssen promoveerde in 2015 met OHL naar de hoogste afdeling. Maar in oktober 2015 keerde een deel van de spelersgroep zich tegen hem. Enkele Franstalige spelers, waaronder Jordan Remacle en Yohan Croizet, konden niet om met zijn kritiek. Na vijf nederlagen op rij werd Mathijssen op 24 november 2015 ontslagen.
De club wilde vervolgens Fred Vanderbiest in dienst nemen. De oud-speler van OHL wilde terugkeren, maar eiste in ruil een tabula rasa. Onder meer assistent-trainer Hans Vander Elst moest de club verlaten. Het bestuur van OHL ging niet in op het aanbod van Vanderbiest en koos uiteindelijk voor Emilio Ferrera.

### Transfersoap
Voor de winterstop brak de van KRC Genk gehuurde middenvelder Leandro Trossard door bij OHL. Tijdens de winterstop hoopte Genk om de speler terug te halen, hoewel hij tot aan het einde van het seizoen was verhuurd. Trossard zat daardoor gevangen tussen de club waarvoor hij speelde en de club waarvan hij eigendom was, met als gevolg dat er in de media tegenstrijdige berichten verspreid werden over zijn toekomst. Toen OHL op winterstage vertrok, haakte Trossard wegens ziekte af, waardoor het ernaar uitzag dat hij naar Genk zou terugkeren. Uiteindelijk kwam het niet zover; Genk liet Trossard in Leuven, waar hij vervolgens samen met Yohan Croizet topschutter van het team werd.

### Gokschandaal
Na de nederlaag tegen Moeskroen-Péruwelz op 20 februari 2016 brak er een gokschandaal uit. De Franse spelers Romain Reynaud en Rudy Riou werden in de media beschuldigd van het gokken op eigen wedstrijden. Hoewel Reynaud toegaf dat hij op een beloftenwedstrijd van OHL had gegokt, werden er geen bewijzen gevonden voor ander verdacht gokgedrag. Wel werd in de media gewezen op enkele opvallende wedstrijdfases uit verschillende duels waarin Reynaud en Riou meermaals in de fout waren gegaan.

### Licentie voor Eerste Klasse
Oud-Heverlee Leuven, Westerlo en Sint-Truiden dienden na het seizoen samen een klacht in tegen Moeskroen-Péruwelz. De drie clubs vonden dat de Henegouwers geen recht hadden op een licentie voor Eerste Klasse. OHL beargumenteerde dat Moeskroen geleid werd door makelaars en dat er in het bestuur nog enkele ex-bestuursleden van het failliet gegane Excelsior Moeskroen zaten, wat een overtreding is van het bondsreglement. Het Belgisch Arbitragehof voor de Sport (BAS) oordeelde uiteindelijk dat Moeskroen wel recht had op een licentie, waardoor Leuven definitief naar Eerste Klasse B degradeerde.

## Spelerskern
| Nr.           | Naam                   | Nationaliteit | Geboortedatum | Vorige club                    |
| ------------- | ---------------------- | ------------- | ------------- | ------------------------------ |
| Keepers       |                        |               |               |                                |
| 1             | Yves Lenaerts          | België        | 27-02-1983    | Club Brugge (2008–2009)        |
| 21            | Nick Gillekens         | België        | 05-07-1995    | /                              |
| 26            | Rudy Riou              | Frankrijk     | 22-01-1980    | RC Lens (2012–2015)            |
| Verdedigers   |                        |               |               |                                |
| 3             | David Vandenbroeck     | België        | 12-07-1985    | AFC Tubize (2013–2014)         |
| 4             | Romain Reynaud         | Frankrijk     | 02-03-1983    | KV Kortrijk (2012–2013)        |
| 5             | Pierre-Yves Ngawa      | België        | 09-02-1992    | Lierse SK (2014–2015)          |
| 6             | Jean Calvé             | Frankrijk     | 30-04-1984    | SM Caen (2012–2015)            |
| 16            | Konstantinos Rougkalas | Griekenland   | 13-10-1993    | Iraklis (2015)                 |
| 17            | Slobodan Urošević      | Servië        | 15-04-1994    | Napredak Kruševac (2014–2015)  |
| 24            | Nicolas Delporte       | België        | 01-01-1993    | AA Gent (2013–2014)            |
| 25            | Kanu                   | Brazilië      | 03-05-1984    | EC Vitória (2015)              |
| 28            | Oleksandr Volovyk      | Oekraïne      | 28-10-1985    | Sjachtar Donetsk (2013–2015)   |
| 29            | Pieter-Jan Monteyne    | België        | 01-01-1983    | Moeskroen-Péruwelz (2014–2015) |
| 30            | Jordy Lokando          | België        | 28-04-1997    | /                              |
| Middenvelders |                        |               |               |                                |
| 7             | Jordan Remacle         | België        | 14-02-1987    | KSC Lokeren (2013–2015)        |
| 8             | Flavien Le Postollec   | Frankrijk     | 19-02-1984    | RAEC Mons (2012–2014)          |
| 10            | Yohan Croizet          | Frankrijk     | 15-02-1992    | Excelsior Virton (2013–2014)   |
| 12            | Kenneth Houdret        | België        | 09-08-1993    | Sporting Charleroi (2011–2015) |
| 14            | Thomas Azevedo         | België        | 31-08-1991    | Go Ahead Eagles (2014)         |
| 15            | John Bostock           | Engeland      | 15-01-1992    | Antwerp FC (2013–2014)         |
| 19            | Leandro Trossard       | België        | 04-12-1994    | Lommel United (2014–2015)      |
| 22            | Samuel Asamoah         | Ghana         | 23-03-1994    | KAS Eupen (2012–2015)          |
| 24            | Kevin Tapoko           | Frankrijk     | 13-04-1994    | Dessel Sport (2013–2015)       |
| 31            | Charni Ekangamene      | België        | 16-02-1994    | Zulte Waregem (2014–2016)      |
| Aanvallers    |                        |               |               |                                |
| 9             | Romero Regales         | Curaçao       | 07-11-1986    | Lommel United (2013–2015)      |
| 11            | Alessandro Cerigioni   | België        | 30-09-1992    | Lommel United (2009–2012)      |
| 18            | Tuur Houben            | België        | 12-01-1996    | /                              |
| 20            | Din Sula               | België        | 02-03-1998    | /                              |
| 23            | Jovan Kostovski        | Macedonië     | 19-04-1987    | Vardar Skopje (2011–2013)      |
| 27            | Kim Ojo                | Nigeria       | 02-12-1988    | Újpest FC (2014–2015)          |

- Kenny Van Hoevelen (verdediger) vond geen nieuwe club en werd naar de B-kern verwezen.

### Technische staf
|                 |                         |               |                                |
| Functie         | Naam                    | Nationaliteit | Opmerking                      |
| Coach           | Emilio Ferrera          | België        | Vanaf 26 november 2015.        |
| Coach           | Jacky Mathijssen (foto) | België        | Ontslagen op 24 november 2015. |
| Assistent-coach | Hans Vander Elst        | België        |                                |
| Assistent-coach | Patrick Asselman        | België        | Vanaf 26 november 2015.        |
| Assistent-coach | Sven Vandenbroeck       | België        | Ontslagen op 24 november 2015. |
| Keeperstrainer  | Jurgen De Braekeleer    | België        |                                |
| Team manager    | André Michiels          | België        |                                |

## Uitrustingen
Shirtsponsor: Just Eat

Sportmerk: Vermarc
| Thuis | Uit | Alternatief | Doelman | Doelman |

## Transfers

### Zomer
| Naam                   | Nationaliteit  | Van/naar             | Type           |
| ---------------------- | -------------- | -------------------- | -------------- |
| Inkomend               |                |                      |                |
| Jordan Remacle         | België         | KSC Lokeren          | Gekocht        |
| Romero Regales         | Curaçao        | Lommel United        | Gekocht        |
| Pierre-Yves Ngawa      | België         | Lierse SK            | Gekocht        |
| Konstantinos Rougkalas | Griekenland    | Iraklis              | Gekocht        |
| Rudy Riou              | Frankrijk      | RC Lens              | Gekocht        |
| Pieter-Jan Monteyne    | België         | Moeskroen-Péruwelz   | Gekocht        |
| Kim Ojo                | Nigeria        | KRC Genk             | Gekocht        |
| Slobodan Urošević      | Servië         | Napredak Kruševac    | Huur           |
| Leandro Trossard       | België         | KRC Genk             | Huur           |
| Kenneth Houdret        | België         | Sporting Charleroi   | Huur           |
| Samuel Asamoah         | Ghana          | KAS Eupen            | Huur           |
| Oleksandr Volovyk      | Oekraïne       | Sjachtar Donetsk     | Huur           |
| Uitgaand               |                |                      |                |
| Kenny Thompson         | België         | Beerschot-Wilrijk    | Verkocht       |
| Ibrahim Somé           | Congo-Kinshasa | White Star Bruxelles | Verkocht       |
| Dion Cools             | België         | Club Brugge          | Verkocht       |
| Senne Vits             | België         | Standard Luik        | Verkocht       |
| Logan Bailly           | België         | Celtic               | Verkocht       |
| Giuseppe Rossini       | Italië         | Sporting Charleroi   | Einde huur     |
| Abdul-Yakuni Iddi      | Ghana          | KV Mechelen          | Einde huur     |
| Matthias Trenson       | België         | KSK Hasselt          | Einde contract |
| Ben Yagan              | België         | KSK Heist            | Einde contract |
| Olivier Lusamba        | Frankrijk      | Eendracht Aalst      | Einde contract |
| Simon Bracke           | België         | ASV Geel             | Huur           |
| Yohan Brouckaert       | België         | KSV Roeselare        | Huur           |
| Kenneth Van Goethem    | België         | KSK Heist            | Huur           |

### Winter
| Naam               | Nationaliteit | Van/naar          | Type               |
| ------------------ | ------------- | ----------------- | ------------------ |
| Inkomend           |               |                   |                    |
| Jean Calvé         | Frankrijk     | zonder club       | Transfervrij       |
| Kanu               | Brazilië      | EC Vitória        | Gekocht            |
| Charni Ekangamene  | België        | Zulte Waregem     | Huur               |
| Uitgaand           |               |                   |                    |
| Kevin Tapoko       | Frankrijk     | Mouscron-Péruwelz | Contract ontbonden |
| David Vandenbroeck | België        | FC Differdange 03 | Contract ontbonden |

## Oefenwedstrijden
| Datum      | Thuis/Uit | Tegenstander               | Score | Doelpuntenmaker(s) OHL                                                                        |
| ---------- | --------- | -------------------------- | ----- | --------------------------------------------------------------------------------------------- |
| 24-06-2015 | Uit       | VK Linden (P.II)           | 0-12  | Nelissen, Croizet (2x), Soladio (2x), Cerigioni, Kostovski (2x), Houben, Tapoko, Sula, Bracke |
| 28-06-2015 | Uit       | Sporting Kortenberg (P.II) | 0-2   | Kostovski, Reynaud                                                                            |
| 01-07-2015 | Uit       | Stade Bierbeek (P.I)       | 1-4   | Van Hoevelen, Ngawa, Delporte, Azevedo                                                        |
| 08-07-2015 | Uit       | KSK Heist (II)             | 3-1   | Bostock                                                                                       |
| 11-07-2015 | Uit       | Cercle Brugge (II)         | 0-3   | Kostovski (2x), Remacle                                                                       |
| 15-07-2015 | Uit       | Thes Sport (P.I)           | 1-1   | Lokando                                                                                       |
| 19-07-2015 | Uit       | FC Differdange             | 1-6   | Remacle (2x), Croizet, Regales, Houdret, Sula                                                 |
| 04-08-2015 | Uit       | KRC Genk                   | 1-0   |                                                                                               |
| 08-01-2016 | Uit       | Jong PSV (II)              | 0-0   |                                                                                               |
| 24-03-2016 | Thuis     | Sporting Charleroi         | 0-1   |                                                                                               |
| 01-04-2016 | Thuis     | KSV Roeselare (II)         | 0-2   |                                                                                               |
| 07-04-2016 | Thuis     | White Star Brussel (II)    | 2-1   | Kostovski, Sula                                                                               |
| 15-04-2016 | Uit       | KVC Westerlo               | 2-1   | Kostovski                                                                                     |
| 20-04-2016 | Thuis     | Francs Borains (IV)        | 1-2   | Guidiala                                                                                      |
| 29-04-2016 | Thuis     | Standard Luik              | 1-2   | Croizet                                                                                       |
| 06-05-2016 | Thuis     | KAS Eupen (II)             | 0-2   |                                                                                               |

## Jupiler Pro League

### Wedstrijden
| Jupiler Pro League                                          |                                                                 |                         |                                      | |                                                                         |
| Wedstrijddetails                                            | Thuisploeg                                                      | Uitslag                 | Uitploeg                             | Opstelling | Kaarten                                                                 |
| Heenronde                                                   |                                                                 |                         |                                      | |                                                                         |
| 25 juli 2015 20:00 Cristal Arena Genk                       | KRC Genk                                                        | 3-1                     | Oud-Heverlee Leuven                  | Lenaerts Rougkalas, Vandenbroeck, Reynaud, Delporte Le Postollec, Tapoko (46' Kostovski), Bostock Remacle (78' Azevedo), Cerigioni, Croizet (61' Trossard) | 59' Reynaud 86' Vandenbroeck                                            |
| 25 juli 2015 20:00 Cristal Arena Genk                       | 26' De Camargo 67' Gorius 81' De Camargo                        | 1-0 1-1 2-1 3-1         | 63' Kostovski                        | Lenaerts Rougkalas, Vandenbroeck, Reynaud, Delporte Le Postollec, Tapoko (46' Kostovski), Bostock Remacle (78' Azevedo), Cerigioni, Croizet (61' Trossard) | 59' Reynaud 86' Vandenbroeck                                            |
| 2 augustus 2015 20:00 Den Dreef Leuven                      | Oud-Heverlee Leuven                                             | 0-2                     | RSC Anderlecht                       | Riou Vandenbroeck, Reynaud, Rougkalas Remacle, Le Postollec, Asamoah, Bostock (76' Delporte), Croizet Cerigioni (76' Trossard), Kostovski                  | 61' Rougkalas                                                           |
| 2 augustus 2015 20:00 Den Dreef Leuven                      |                                                                 | 0-1 0-2                 | 69' Sylla 75' Tielemans              | Riou Vandenbroeck, Reynaud, Rougkalas Remacle, Le Postollec, Asamoah, Bostock (76' Delporte), Croizet Cerigioni (76' Trossard), Kostovski                  | 61' Rougkalas                                                           |
| 8 augustus 2015 20:00 't Kuipje Westerlo                    | KVC Westerlo                                                    | 3-2                     | Oud-Heverlee Leuven                  | Riou Ngawa, Reynaud, Rougkalas, Delporte (80' Regales) Le Postollec, Bostock (60' Asamoah), Trossard (60' Cerigioni) Remacle, Kostovski, Croizet           | 30' Kostovski 52' Le Postollec 90+1' Croizet 90+3' Asamoah              |
| 8 augustus 2015 20:00 't Kuipje Westerlo                    | 45' Apau 50' Petković 67' Gounongbe                             | 0-1 1-1 2-1 3-1 3-2     | 21' Kostovski 78' Kostovski          | Riou Ngawa, Reynaud, Rougkalas, Delporte (80' Regales) Le Postollec, Bostock (60' Asamoah), Trossard (60' Cerigioni) Remacle, Kostovski, Croizet           | 30' Kostovski 52' Le Postollec 90+1' Croizet 90+3' Asamoah              |
| 16 augustus 2015 20:00 Den Dreef Leuven                     | Oud-Heverlee Leuven                                             | 2-0                     | Sporting Charleroi                   | Riou Ngawa, Reynaud, Rougkalas, Delporte (80' Vandenbroeck) Le Postollec, Bostock (72' Houdret), Cerigioni Remacle, Kostovski, Croizet (82' Trossard)      | 52' Kostovski                                                           |
| 16 augustus 2015 20:00 Den Dreef Leuven                     | 49' Bostock (pen.) 85' Trossard                                 | 1-0 2-0                 |                                      | Riou Ngawa, Reynaud, Rougkalas, Delporte (80' Vandenbroeck) Le Postollec, Bostock (72' Houdret), Cerigioni Remacle, Kostovski, Croizet (82' Trossard)      | 52' Kostovski                                                           |
| 22 augustus 2015 20:00 Achter de Kazerne Mechelen           | KV Mechelen                                                     | 2-1                     | Oud-Heverlee Leuven                  | Riou Ngawa, Reynaud, Rougkalas (76' Cerigioni), Vandenbroeck Le Postollec, Houdret, Asamoah (61' Trossard) Croizet, Kostovski (36' Regales), Remacle       | 65' Rougkalas 77' Vandenbroeck 85' Cerigioni 90+2' Remacle              |
| 22 augustus 2015 20:00 Achter de Kazerne Mechelen           | 61' Verdier 78' Kosanović (pen.)                                | 1-0 2-0 2-1             | 87' Houdret                          | Riou Ngawa, Reynaud, Rougkalas (76' Cerigioni), Vandenbroeck Le Postollec, Houdret, Asamoah (61' Trossard) Croizet, Kostovski (36' Regales), Remacle       | 65' Rougkalas 77' Vandenbroeck 85' Cerigioni 90+2' Remacle              |
| 29 augustus 2015 18:00 Den Dreef Leuven                     | Oud-Heverlee Leuven                                             | 1-0                     | Sint-Truidense VV                    | Riou Ngawa, Reynaud, Rougkalas, Monteyne Le Postollec, Bostock, Trossard Croizet, Regales, Remacle                                                         | 21' Bostock 48' Le Postollec 82' Rougalas                               |
| 29 augustus 2015 18:00 Den Dreef Leuven                     | 51' Trossard                                                    | 1-0                     |                                      | Riou Ngawa, Reynaud, Rougkalas, Monteyne Le Postollec, Bostock, Trossard Croizet, Regales, Remacle                                                         | 21' Bostock 48' Le Postollec 82' Rougalas                               |
| 12 september 2015 20:00 Guldensporenstadion Kortrijk        | KV Kortrijk                                                     | 0-0                     | Oud-Heverlee Leuven                  | Riou Rougkalas, Reynaud, Volovyk, Monteyne Le Postollec, Bostock, Cerigioni (56' Croizet) Trossard (88' Azevedo), Regales (63' Ojo), Remacle               | 28' Bostock 70' Remacle 83' Trossard                                    |
| 12 september 2015 20:00 Guldensporenstadion Kortrijk        |                                                                 |                         |                                      | Riou Rougkalas, Reynaud, Volovyk, Monteyne Le Postollec, Bostock, Cerigioni (56' Croizet) Trossard (88' Azevedo), Regales (63' Ojo), Remacle               | 28' Bostock 70' Remacle 83' Trossard                                    |
| 19 september 2015 20:00 Den Dreef Leuven                    | Oud-Heverlee Leuven                                             | 2-3                     | Zulte Waregem                        | Riou Rougkalas, Reynaud, Volovyk (78' Asamoah), Monteyne Le Postollec, Bostock, Cerigioni (67' Regales) Croizet, Ojo, Azevedo (75' Trossard)               | 55' Ojo 80' Le Postollec                                                |
| 19 september 2015 20:00 Den Dreef Leuven                    | 29' Cerigioni 82' Trossard                                      | 0-1 0-2 1-2 1-3 2-3     | 22' Lepoint 27' Baudry 36' Thiam     | Riou Rougkalas, Reynaud, Volovyk (78' Asamoah), Monteyne Le Postollec, Bostock, Cerigioni (67' Regales) Croizet, Ojo, Azevedo (75' Trossard)               | 55' Ojo 80' Le Postollec                                                |
| 26 september 2015 20:30 Sclessin Luik                       | Standard Luik                                                   | 2-2                     | Oud-Heverlee Leuven                  | Riou Ngawa, Rougkalas, Reynaud, Volovyk (49' Vandenbroeck), Monteyne Croizet (73' Cerigioni), Le Postollec, Houdret, Remacle (78' Trossard) Ojo            | 39' Ngawa                                                               |
| 26 september 2015 20:30 Sclessin Luik                       | 60' Emond 76' Santini                                           | 0-1 0-2 1-2 2-2         | 1' Croizet 43' Remacle               | Riou Ngawa, Rougkalas, Reynaud, Volovyk (49' Vandenbroeck), Monteyne Croizet (73' Cerigioni), Le Postollec, Houdret, Remacle (78' Trossard) Ojo            | 39' Ngawa                                                               |
| 3 oktober 2015 20:00 Den Dreef Leuven                       | Oud-Heverlee Leuven                                             | 1-1                     | Moeskroen-Péruwelz                   | Riou Ngawa, Reynaud, Rougkalas, Monteyne Le Postollec, Bostock, Croizet (61' Cerigioni) Remacle, Regales (61' Ojo), Trossard (84' Azevedo)                 | 12' Reynaud                                                             |
| 3 oktober 2015 20:00 Den Dreef Leuven                       | 83' Bostock (pen.)                                              | 0-1 1-1                 | 73' Michel (pen.)                    | Riou Ngawa, Reynaud, Rougkalas, Monteyne Le Postollec, Bostock, Croizet (61' Cerigioni) Remacle, Regales (61' Ojo), Trossard (84' Azevedo)                 | 12' Reynaud                                                             |
| 17 oktober 2015 20:00 Daknam Lokeren                        | KSC Lokeren                                                     | 1-2                     | Oud-Heverlee Leuven                  | Riou Ngawa, Reynaud, Rougkalas, Monteyne Le Postollec, Bostock (65' Houdret), Asamoah Remacle, Ojo (60' Regales), Croizet (77' Trossard)                   | 67' Houdret                                                             |
| 17 oktober 2015 20:00 Daknam Lokeren                        | 82' Patosi                                                      | 0-1 0-2 1-2             | 3' Croizet 73' Croizet               | Riou Ngawa, Reynaud, Rougkalas, Monteyne Le Postollec, Bostock (65' Houdret), Asamoah Remacle, Ojo (60' Regales), Croizet (77' Trossard)                   | 67' Houdret                                                             |
| 24 oktober 2015 20:00 Den Dreef Leuven                      | Oud-Heverlee Leuven                                             | 0-2                     | Waasland-Beveren                     | Riou Ngawa, Reynaud, Rougkalas, Monteyne (62' Trossard) Le Postollec, Bostock, Asamoah Remacle, Ojo (36' Regales), Croizet (62' Cerigioni)                 | 56' Ngawa 81' Reynaud                                                   |
| 24 oktober 2015 20:00 Den Dreef Leuven                      |                                                                 | 0-1 0-2                 | 7' Marić (pen.) 45+1' Jans           | Riou Ngawa, Reynaud, Rougkalas, Monteyne (62' Trossard) Le Postollec, Bostock, Asamoah Remacle, Ojo (36' Regales), Croizet (62' Cerigioni)                 | 56' Ngawa 81' Reynaud                                                   |
| 28 oktober 2015 20:30 Jan Breydel Stadion Brugge            | Club Brugge                                                     | 2-0                     | Oud-Heverlee Leuven                  | Riou Ngawa, Reynaud, Rougkalas, Monteyne Le Postollec, Houdret (76' Azevedo), Asamoah (59' Regales) Croizet (59' Remacle), Cerigioni, Trossard             | 56' Ngawa                                                               |
| 28 oktober 2015 20:30 Jan Breydel Stadion Brugge            | 41' Diaby 69' Diaby                                             | 1-0 2-0                 |                                      | Riou Ngawa, Reynaud, Rougkalas, Monteyne Le Postollec, Houdret (76' Azevedo), Asamoah (59' Regales) Croizet (59' Remacle), Cerigioni, Trossard             | 56' Ngawa                                                               |
| 31 oktober 2015 18:00 Den Dreef Leuven                      | Oud-Heverlee Leuven                                             | 0-2                     | AA Gent                              | Riou Ngawa, Reynaud (39' Croizet), Rougkalas, Monteyne Le Postollec, Houdret (75' Azevedo), Tapoko Remacle, Regales, Trossard                              | 26' Rougkalas 38' Monteyne                                              |
| 31 oktober 2015 18:00 Den Dreef Leuven                      |                                                                 | 0-1 0-2                 | 3' Coulibaly 47' Dejaegere           | Riou Ngawa, Reynaud (39' Croizet), Rougkalas, Monteyne Le Postollec, Houdret (75' Azevedo), Tapoko Remacle, Regales, Trossard                              | 26' Rougkalas 38' Monteyne                                              |
| 7 november 2015 18:00 Albertpark Oostende                   | KV Oostende                                                     | 3-0                     | Oud-Heverlee Leuven                  | Riou Ngawa, Reynaud, Rougkalas, Monteyne Le Postollec, Bostock (46' Regales), Tapoko Remacle, Cerigioni (73' Asamoah), Trossard                            | 12' Reynaud 51' Monteyne 70' Tapoko                                     |
| 7 november 2015 18:00 Albertpark Oostende                   | 23' Vandendriessche 38' Musona 58' Cyriac                       | 1-0 2-0 3-0             |                                      | Riou Ngawa, Reynaud, Rougkalas, Monteyne Le Postollec, Bostock (46' Regales), Tapoko Remacle, Cerigioni (73' Asamoah), Trossard                            | 12' Reynaud 51' Monteyne 70' Tapoko                                     |
| Terugronde                                                  |                                                                 |                         |                                      | |                                                                         |
| 21 november 2015 20:00 Den Dreef Leuven                     | Oud-Heverlee Leuven                                             | 1-3                     | KRC Genk                             | Riou Ngawa, Rougkalas, Volovyk, Monteyne Le Postollec, Houdret (59' Bostock), Asamoah (35' Cerigioni) Remacle, Sula (59' Kostovski), Trossard              | 67' Remacle 78' Cerigioni                                               |
| 21 november 2015 20:00 Den Dreef Leuven                     | 63' Cerigioni                                                   | 0-1 0-2 0-3 1-3         | 13' Kebano 25' Bailey 51' De Camargo | Riou Ngawa, Rougkalas, Volovyk, Monteyne Le Postollec, Houdret (59' Bostock), Asamoah (35' Cerigioni) Remacle, Sula (59' Kostovski), Trossard              | 67' Remacle 78' Cerigioni                                               |
| 29 november 2015 14:30 Astridpark Anderlecht                | RSC Anderlecht                                                  | 3-2                     | Oud-Heverlee Leuven                  | Riou Ngawa, Reynaud, Volovyk, Monteyne Le Postollec, Bostock (81' Tapoko), Croizet Remacle, Kostovski (81' Cerigioni), Trossard                            | 29' Le Postollec 42' Volovyk 81' Kostovski 87' Reynaud 90' Ngawa        |
| 29 november 2015 14:30 Astridpark Anderlecht                | 31' Suárez 39' Sylla 68' Sylla                                  | 0-1 1-1 2-1 2-2 3-2     | 2' Croizet 49' Trossard              | Riou Ngawa, Reynaud, Volovyk, Monteyne Le Postollec, Bostock (81' Tapoko), Croizet Remacle, Kostovski (81' Cerigioni), Trossard                            | 29' Le Postollec 42' Volovyk 81' Kostovski 87' Reynaud 90' Ngawa        |
| 5 december 2015 20:00 Den Dreef Leuven                      | Oud-Heverlee Leuven                                             | 5-1                     | KVC Westerlo                         | Riou Ngawa, Rougkalas, Volovyk, Monteyne Le Postollec, Bostock (84' Houdret), Croizet (68' Asamoah) Remacle, Kostovski (63' Cerigioni), Trossard           | 78' Volovyk                                                             |
| 5 december 2015 20:00 Den Dreef Leuven                      | 9' Kostovski 24' Kostovski 39' Bostock 50' Remacle 81' Trossard | 1-0 2-0 3-0 4-0 4-1 5-1 | 79' Daems (pen.)                     | Riou Ngawa, Rougkalas, Volovyk, Monteyne Le Postollec, Bostock (84' Houdret), Croizet (68' Asamoah) Remacle, Kostovski (63' Cerigioni), Trossard           | 78' Volovyk                                                             |
| 12 december 2015 18:00 Stade du Pays de Charleroi Charleroi | Sporting Charleroi                                              | 2-1                     | Oud-Heverlee Leuven                  | Riou Ngawa, Reynaud, Volovyk, Monteyne Le Postollec, Bostock, Croizet Remacle (86' Tapoko), Cerigioni (73' Azevedo), Trossard                              | 78' Le Postollec                                                        |
| 12 december 2015 18:00 Stade du Pays de Charleroi Charleroi | 52' Dessoleil 56' Perbet                                        | 1-0 2-0 2-1             | 69' Remacle                          | Riou Ngawa, Reynaud, Volovyk, Monteyne Le Postollec, Bostock, Croizet Remacle (86' Tapoko), Cerigioni (73' Azevedo), Trossard                              | 78' Le Postollec                                                        |
| 19 december 2015 20:30 Den Dreef Leuven                     | Oud-Heverlee Leuven                                             | 3-1                     | KV Mechelen                          | Riou Ngawa, Reynaud, Volovyk, Monteyne Houdret, Bostock, Croizet (74' Regales) Asamoah (80' Azevedo), Cerigioni, Trossard (90+2' Urošević)                 | 10' Asamoah 30' Houdret 45+2' Riou 68' Trossard 73' Croizet 89' Volovyk |
| 19 december 2015 20:30 Den Dreef Leuven                     | 52' Croizet 56' Cerigioni 76' Bostock (pen.)                    | 0-1 1-1 2-1 3-1         | 31' Hanni                            | Riou Ngawa, Reynaud, Volovyk, Monteyne Houdret, Bostock, Croizet (74' Regales) Asamoah (80' Azevedo), Cerigioni, Trossard (90+2' Urošević)                 | 10' Asamoah 30' Houdret 45+2' Riou 68' Trossard 73' Croizet 89' Volovyk |
| 26 december 2015 20:30 Stayen Sint-Truiden                  | Sint-Truidense VV                                               | 2-2                     | Oud-Heverlee Leuven                  | Riou Ngawa, Reynaud, Volovyk, Monteyne Le Postollec, Bostock, Asamoah (84' Azevedo) Remacle (73' Cerigioni), Trossard, Croizet (80' Houdret)               | 35' Croizet 58' Volovyk 88' Reynaud                                     |
| 26 december 2015 20:30 Stayen Sint-Truiden                  | 72' Hendrickx 82' Mahlangu                                      | 0-1 1-1 2-1 2-2         | 29' Asamoah 85' Ngawa                | Riou Ngawa, Reynaud, Volovyk, Monteyne Le Postollec, Bostock, Asamoah (84' Azevedo) Remacle (73' Cerigioni), Trossard, Croizet (80' Houdret)               | 35' Croizet 58' Volovyk 88' Reynaud                                     |
| 16 januari 2016 20:00 Den Dreef Leuven                      | Oud-Heverlee Leuven                                             | 1-0                     | KV Kortrijk                          | Riou Ngawa, Kanu, Volovyk, Monteyne Le Postollec, Bostock, Croizet (84' Croizet) Remacle, Kostovski (82' Ojo), Trossard (90+4' Asamoah)                    | 51' Volovyk 89' Kanu                                                    |
| 16 januari 2016 20:00 Den Dreef Leuven                      | 75' Kostovski                                                   | 1-0                     |                                      | Riou Ngawa, Kanu, Volovyk, Monteyne Le Postollec, Bostock, Croizet (84' Croizet) Remacle, Kostovski (82' Ojo), Trossard (90+4' Asamoah)                    | 51' Volovyk 89' Kanu                                                    |
| 23 januari 2016 20:00 Regenboogstadion Waregem              | Zulte Waregem                                                   | 2-2                     | Oud-Heverlee Leuven                  | Riou Ngawa, Kanu, Reynaud, Monteyne Le Postollec, Bostock, Croizet (70' Azevedo) Remacle, Kostovski (89' Cerigioni), Trossard (66' Houdret)                | 39' Kostovski 56' Bostock 63' Bostock                                   |
| 23 januari 2016 20:00 Regenboogstadion Waregem              | 20' Dalsgaard 90+1' Diallo                                      | 1-0 1-1 1-2 2-2         | 45' Croizet 74' Azevedo              | Riou Ngawa, Kanu, Reynaud, Monteyne Le Postollec, Bostock, Croizet (70' Azevedo) Remacle, Kostovski (89' Cerigioni), Trossard (66' Houdret)                | 39' Kostovski 56' Bostock 63' Bostock                                   |
| 30 januari 2016 18:00 Den Dreef Leuven                      | Oud-Heverlee Leuven                                             | 0-2                     | Standard Luik                        | Riou Ngawa, Reynaud, Volovyk, Monteyne Le Postollec, Houdret, Croizet Remacle (85' Asamoah), Kostovski, Trossard (64' Azevedo)                             | 55' Le Postollec 63' Volovyk                                            |
| 30 januari 2016 18:00 Den Dreef Leuven                      |                                                                 | 0-1 0-2                 | 4' Dossevi 26' Boschilia             | Riou Ngawa, Reynaud, Volovyk, Monteyne Le Postollec, Houdret, Croizet Remacle (85' Asamoah), Kostovski, Trossard (64' Azevedo)                             | 55' Le Postollec 63' Volovyk                                            |
| 6 februari 2016 20:00 Freethiel Beveren                     | Waasland-Beveren                                                | 2-2                     | Oud-Heverlee Leuven                  | Riou Ngawa, Kanu, Volovyk, Monteyne Le Postollec, Bostock, Croizet (80' Ojo) Remacle (82' Azevedo), Kostovski (74' Houdret), Trossard                      | 45' Le Postollec 52' Kostovski 72' Le Postollec                         |
| 6 februari 2016 20:00 Freethiel Beveren                     | 47' Gano 65' Schrijvers                                         | 0-1 1-1 1-2 2-2         | 6' Croizet 57' Trossard              | Riou Ngawa, Kanu, Volovyk, Monteyne Le Postollec, Bostock, Croizet (80' Ojo) Remacle (82' Azevedo), Kostovski (74' Houdret), Trossard                      | 45' Le Postollec 52' Kostovski 72' Le Postollec                         |
| 13 februari 2016 20:00 Den Dreef Leuven                     | Oud-Heverlee Leuven                                             | 3-3                     | KSC Lokeren                          | Riou Ngawa, Kanu, Volovyk, Monteyne Houdret, Bostock, Croizet Remacle (77' Azevedo), Ojo, Trossard                                                         | 36' Houdret 90+2' Volovyk                                               |
| 13 februari 2016 20:00 Den Dreef Leuven                     | 54' Kanu 69' Ojo 81' Bostock (pen.)                             | 0-1 0-2 1-2 2-2 2-3 3-3 | 7' Ingason 46' Odoi 71' Mirić        | Riou Ngawa, Kanu, Volovyk, Monteyne Houdret, Bostock, Croizet Remacle (77' Azevedo), Ojo, Trossard                                                         | 36' Houdret 90+2' Volovyk                                               |
| 20 februari 2016 20:00 Le Canonnier Moeskroen               | Moeskroen-Péruwelz                                              | 3-1                     | Oud-Heverlee Leuven                  | Riou Ngawa, Reynaud, Volovyk, Monteyne Le Postollec (89' Azevedo), Bostock, Croizet (78' Kostovski) Remacle, Ojo (56' Houdret), Trossard                   | 37' Le Postollec 71' Houdret                                            |
| 20 februari 2016 20:00 Le Canonnier Moeskroen               | 81' Coulibaly 88' Badri 90+3' Badri                             | 0-1 1-1 2-1 3-1         | 13' Trossard                         | Riou Ngawa, Reynaud, Volovyk, Monteyne Le Postollec (89' Azevedo), Bostock, Croizet (78' Kostovski) Remacle, Ojo (56' Houdret), Trossard                   | 37' Le Postollec 71' Houdret                                            |
| 27 februari 2016 18:00 Den Dreef Leuven                     | Oud-Heverlee Leuven                                             | 4-1                     | KV Oostende                          | Riou Ngawa, Kanu, Reynaud (90+1' Urošević), Monteyne Le Postollec, Bostock, Croizet (62' Houdret) Remacle, Ojo, Trossard (90+3' Asamoah)                   |                                                                         |
| 27 februari 2016 18:00 Den Dreef Leuven                     | 27' Bostock (pen.) 29' Croizet 56' Bostock 59' Croizet          | 1-0 2-0 3-0 4-0 4-1     | 74' Milić                            | Riou Ngawa, Kanu, Reynaud (90+1' Urošević), Monteyne Le Postollec, Bostock, Croizet (62' Houdret) Remacle, Ojo, Trossard (90+3' Asamoah)                   |                                                                         |
| 4 maart 2016 20:30 Ghelamco Arena Gent                      | AA Gent                                                         | 1-1                     | Oud-Heverlee Leuven                  | Riou Ngawa, Kanu, Reynaud, Monteyne Le Postollec, Bostock, Croizet (90+4' Houdret) Remacle (90+2' Azevedo), Kostovski (87' Lenaerts), Trossard             | 22' Kanu 81' Ngawa 84' Riou                                             |
| 4 maart 2016 20:30 Ghelamco Arena Gent                      | 68' Boussoufa                                                   | 0-1 1-1                 | 52' Trossard                         | Riou Ngawa, Kanu, Reynaud, Monteyne Le Postollec, Bostock, Croizet (90+4' Houdret) Remacle (90+2' Azevedo), Kostovski (87' Lenaerts), Trossard             | 22' Kanu 81' Ngawa 84' Riou                                             |
| 13 maart 2015 18:00 Den Dreef Leuven                        | Oud-Heverlee Leuven                                             | 0-1                     | Club Brugge                          | Riou Remacle, Kanu, Reynaud, Monteyne Le Postollec (74' Kostovski), Bostock, Croizet (84' Houdret) Azevedo (67' Asamoah), Ojo, Trossard                    | 66' Reynaud 79' Kanu                                                    |
| 13 maart 2015 18:00 Den Dreef Leuven                        |                                                                 | 0-1                     | 65' Vossen                           | Riou Remacle, Kanu, Reynaud, Monteyne Le Postollec (74' Kostovski), Bostock, Croizet (84' Houdret) Azevedo (67' Asamoah), Ojo, Trossard                    | 66' Reynaud 79' Kanu                                                    |

### Overzicht
| Speeldag  | 1  | 2  | 3  | 4  | 5  | 6  | 7  | 8  | 9  | 10 | 11 | 12 | 13 | 14 | 15 | 16 | 17 | 18 | 19 | 20 | 21 | 22 | 23 | 24 | 25 | 26 | 27 | 28 | 29 | 30 |
| --------- | -- | -- | -- | -- | -- | -- | -- | -- | -- | -- | -- | -- | -- | -- | -- | -- | -- | -- | -- | -- | -- | -- | -- | -- | -- | -- | -- | -- | -- | -- |
| Resultaat | v  | v  | v  | w  | v  | w  | g  | v  | g  | g  | w  | v  | v  | v  | v  | v  | v  | w  | v  | w  | g  | w  | g  | v  | g  | g  | v  | w  | g  | v  |
| Punten    | 0  | 0  | 0  | 3  | 3  | 6  | 7  | 7  | 8  | 9  | 12 | 12 | 12 | 12 | 12 | 12 | 12 | 15 | 15 | 18 | 19 | 22 | 23 | 23 | 24 | 25 | 25 | 28 | 29 | 29 |
| Positie   | 16 | 15 | 15 | 14 | 15 | 12 | 12 | 14 | 13 | 12 | 11 | 13 | 14 | 15 | 15 | 15 | 15 | 15 | 15 | 15 | 15 | 14 | 14 | 14 | 14 | 15 | 16 | 14 | 15 | 16 |

### Klassement reguliere competitie
|       |    |                     | P  | W  | G  | V  | +  | -  | DS  | Ptn |
| ----- | -- | ------------------- | -- | -- | -- | -- | -- | -- | --- | --- |
| PO I  | 1  | Club Brugge         | 30 | 21 | 1  | 8  | 64 | 30 | +34 | 64  |
| PO I  | 2  | AA Gent             | 30 | 17 | 9  | 4  | 56 | 29 | +27 | 60  |
| PO I  | 3  | RSC Anderlecht      | 30 | 15 | 10 | 5  | 51 | 29 | +22 | 55  |
| PO I  | 4  | KV Oostende         | 30 | 14 | 7  | 9  | 55 | 44 | +11 | 49  |
| PO I  | 5  | KRC Genk            | 30 | 14 | 6  | 10 | 42 | 30 | +12 | 48  |
| PO I  | 6  | Zulte Waregem       | 30 | 12 | 7  | 11 | 51 | 50 | +1  | 43  |
| PO II | 7  | Standard Luik       | 30 | 12 | 5  | 13 | 41 | 51 | −10 | 41  |
| PO II | 8  | Sporting Charleroi  | 30 | 10 | 9  | 11 | 36 | 39 | −3  | 39  |
| PO II | 9  | KV Kortrijk         | 30 | 10 | 9  | 11 | 31 | 35 | −4  | 39  |
| PO II | 10 | KV Mechelen         | 30 | 10 | 7  | 13 | 48 | 50 | −2  | 37  |
| PO II | 11 | KSC Lokeren         | 30 | 8  | 10 | 12 | 35 | 40 | −5  | 34  |
| PO II | 12 | Waasland-Beveren    | 30 | 5  | 10 | 15 | 40 | 57 | −17 | 33  |
| PO II | 13 | STVV                | 30 | 8  | 6  | 16 | 28 | 47 | −19 | 30  |
| PO II | 14 | Moeskroen-Péruwelz  | 30 | 7  | 9  | 14 | 39 | 51 | −12 | 30  |
|       | 15 | KVC Westerlo        | 30 | 7  | 9  | 14 | 35 | 59 | −24 | 30  |
|       | 16 | Oud-Heverlee Leuven | 30 | 7  | 8  | 15 | 42 | 53 | −11 | 29  |

## Beker van België

### Wedstrijden
| Wedstrijddetails                             | Thuisploeg                            | Uitslag             | Uitploeg                  | Opstelling | Kaarten                      |
| -------------------------------------------- | ------------------------------------- | ------------------- | ------------------------- | --- | ---------------------------- |
| 1/16 finale                                  |                                       |                     |                           | |                              |
| 23 september 2015 20:00 Den Dreef Leuven     | Oud-Heverlee Leuven                   | 3-2                 | Lommel United (II)        | Riou Ngawa, Reynaud, Rougkalas, Delporte Le Postollec, Bostock, Cergioni (80' Azevedo) Remacle (75' Croizet), Regales, Trossard              | Trossard                     |
| 23 september 2015 20:00 Den Dreef Leuven     | 6' Trossard 35' Cerigioni 40' Regales | 1-0 2-0 2-1 3-1 3-2 | 33' Scheelen 53' Bertjens | Riou Ngawa, Reynaud, Rougkalas, Delporte Le Postollec, Bostock, Cergioni (80' Azevedo) Remacle (75' Croizet), Regales, Trossard              | Trossard                     |
| 1/8 finale                                   |                                       |                     |                           | |                              |
| 2 december 2015 20:00 Le Canonnier Moeskroen | Moeskroen-Péruwelz                    | 1-0                 | Oud-Heverlee Leuven       | Riou Vandenbroeck, Reynaud, Rougkalas (71' Remacle), Monteyne Ngawa, Houdret (79' Bostock), Tapoko (71' Croizet), Azevedo Asamoah, Cerigioni | 45' Vandenbroeck 73' Remacle |
| 2 december 2015 20:00 Le Canonnier Moeskroen | 16' Marquet                           | 1-0                 |                           | Riou Vandenbroeck, Reynaud, Rougkalas (71' Remacle), Monteyne Ngawa, Houdret (79' Bostock), Tapoko (71' Croizet), Azevedo Asamoah, Cerigioni | 45' Vandenbroeck 73' Remacle |

## Statistieken
De spelers met de meeste doelpunten zijn in het geel aangeduid.
| Nr. | Naam                   | Jupiler Pro League | Jupiler Pro League | Beker van België | Beker van België | Totaal | Totaal |
| Nr. | Naam                   | Wed                | Goals              | Wed              | Goals            | Wed    | Goals  |
| --- | ---------------------- | ------------------ | ------------------ | ---------------- | ---------------- | ------ | ------ |
| 1.  | Yves Lenaerts          | 2                  | 0                  | 0                | 0                | 2      | 0      |
| 3.  | David Vandenbroeck     | 5                  | 0                  | 1                | 0                | 6      | 0      |
| 4.  | Romain Reynaud         | 25                 | 0                  | 2                | 0                | 27     | 0      |
| 5.  | Pierre-Yves Ngawa      | 25                 | 1                  | 2                | 0                | 27     | 1      |
| 6.  | Jean Calvé             | 0                  | 0                  | 0                | 0                | 0      | 0      |
| 7.  | Jordan Remacle         | 28                 | 3                  | 2                | 0                | 30     | 3      |
| 8.  | Flavien Le Postollec   | 28                 | 0                  | 1                | 0                | 29     | 0      |
| 9.  | Romero Regales         | 12                 | 0                  | 1                | 1                | 13     | 1      |
| 10. | Yohan Croizet          | 28                 | 9                  | 2                | 0                | 30     | 9      |
| 11. | Alessandro Cerigioni   | 19                 | 3                  | 2                | 1                | 21     | 4      |
| 12. | Kenneth Houdret        | 20                 | 1                  | 1                | 0                | 21     | 1      |
| 14. | Thomas Azevedo         | 17                 | 1                  | 2                | 0                | 19     | 1      |
| 15. | John Bostock           | 25                 | 7                  | 2                | 0                | 27     | 7      |
| 16. | Konstantinos Rougkalas | 17                 | 0                  | 2                | 0                | 19     | 0      |
| 17. | Slobodan Urošević      | 2                  | 0                  | 0                | 0                | 2      | 0      |
| 19. | Leandro Trossard       | 30                 | 8                  | 1                | 1                | 31     | 9      |
| 20. | Din Sula               | 1                  | 0                  | 0                | 0                | 1      | 0      |
| 21. | Nick Gillekens         | 0                  | 0                  | 0                | 0                | 0      | 0      |
| 22. | Samuel Asamoah         | 17                 | 1                  | 1                | 0                | 18     | 1      |
| 23. | Jovan Kostovski        | 15                 | 6                  | 0                | 0                | 15     | 6      |
| 24. | Nicolas Delporte       | 4                  | 0                  | 1                | 0                | 5      | 0      |
| 24. | Kevin Tapoko           | 5                  | 0                  | 1                | 0                | 6      | 0      |
| 25. | Kanu                   | 7                  | 1                  | 0                | 0                | 7      | 1      |
| 26. | Rudy Riou              | 29                 | 0                  | 2                | 0                | 31     | 0      |
| 27. | Kim Ojo                | 12                 | 1                  | 0                | 0                | 12     | 1      |
| 28. | Oleksandr Volovyk      | 14                 | 0                  | 0                | 0                | 14     | 0      |
| 29. | Pieter-Jan Monteyne    | 25                 | 0                  | 1                | 0                | 26     | 0      |
| 30. | Jordy Lokando          | 0                  | 0                  | 0                | 0                | 0      | 0      |
| 31. | Charni Ekangamene      | 0                  | 0                  | 0                | 0                | 0      | 0      |

Opmerking: Nicolas Delporte begon het seizoen met het rugnummer 25, maar nam na het vertrek van Kevin Tapoko in december 2015 het nummer 24 over.

## Afbeeldingen

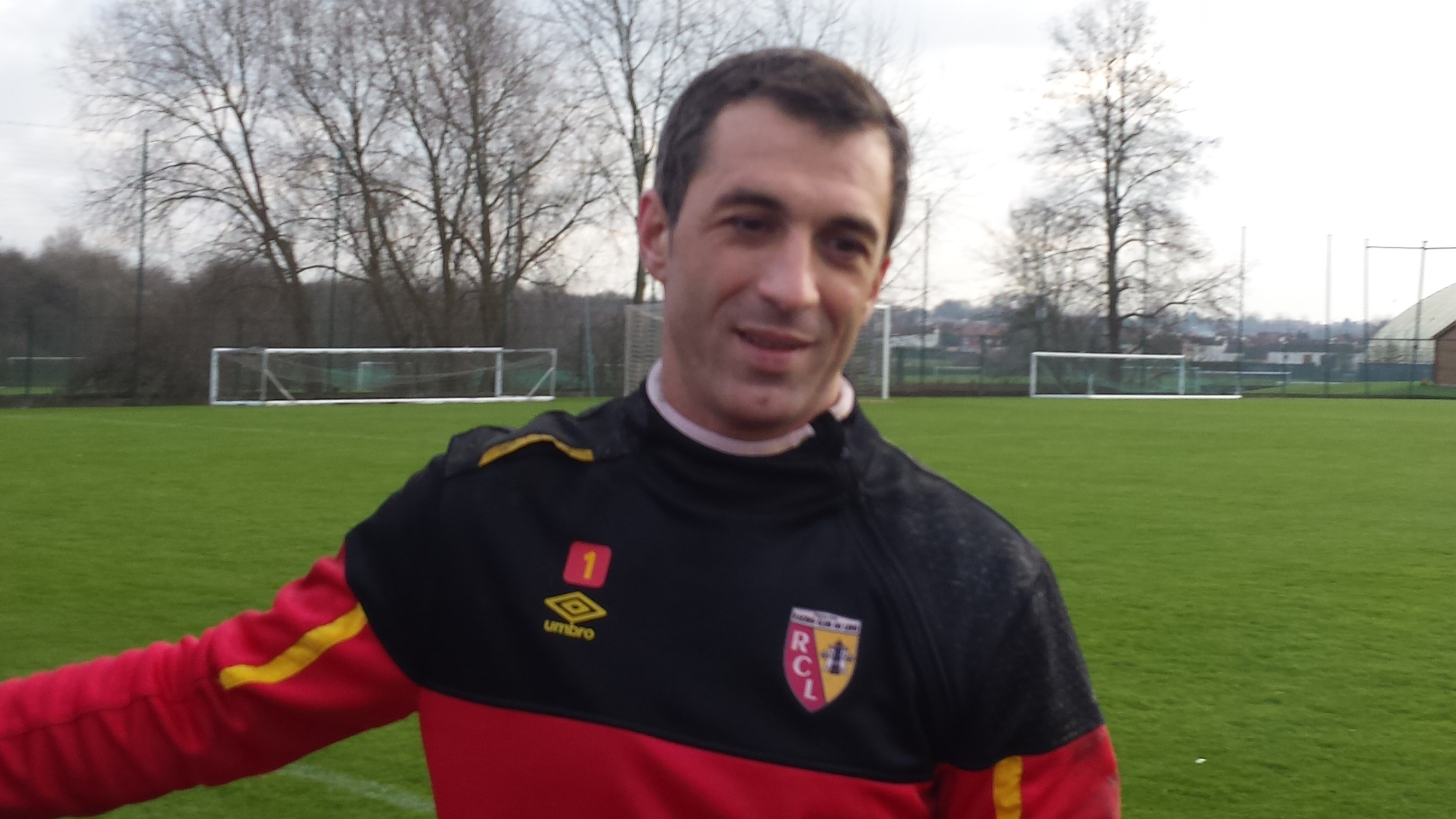
Rudy Riou (doelman)
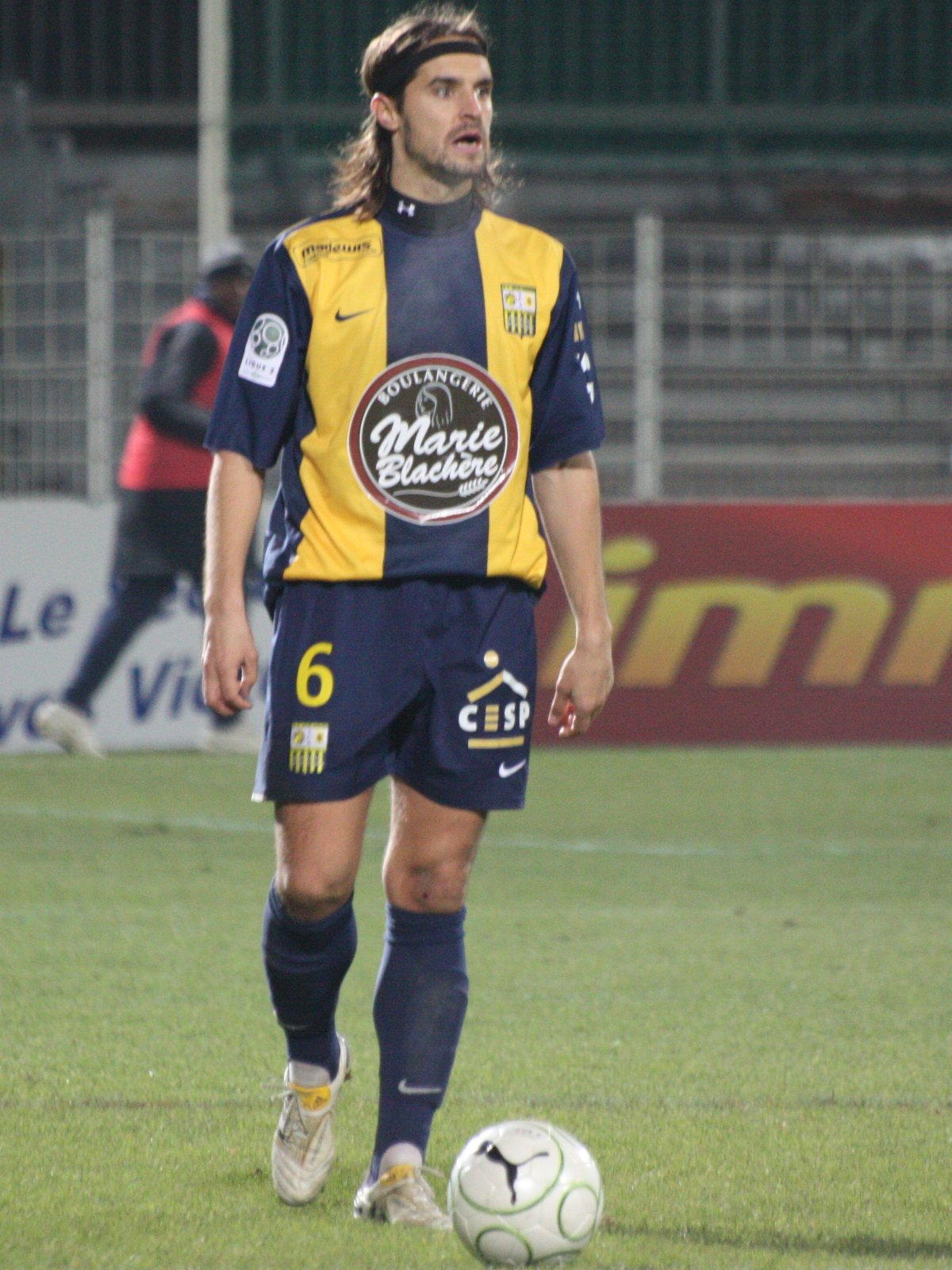
Romain Reynaud (verdediger)
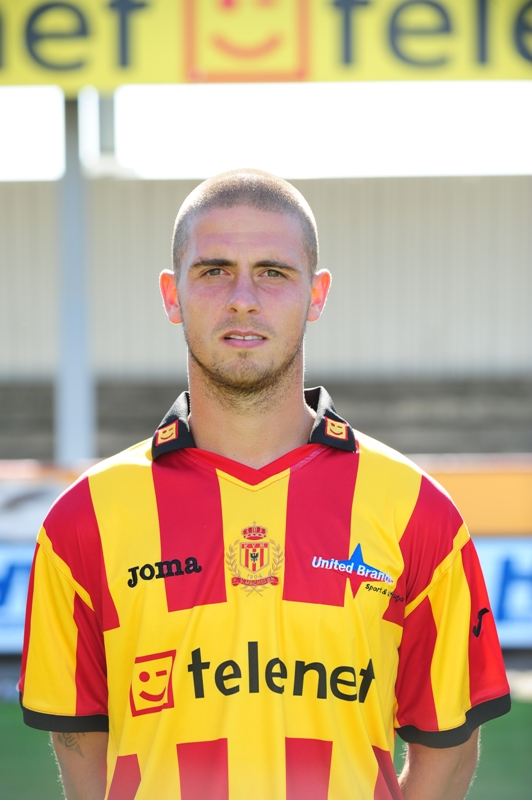
Kenny Van Hoevelen (verdediger)
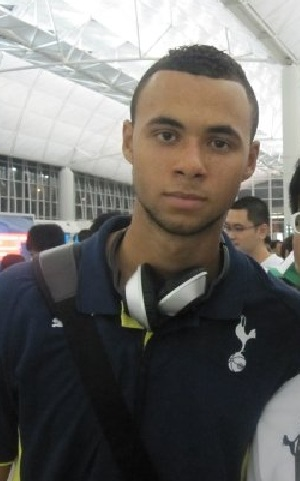
John Bostock (middenvelder)
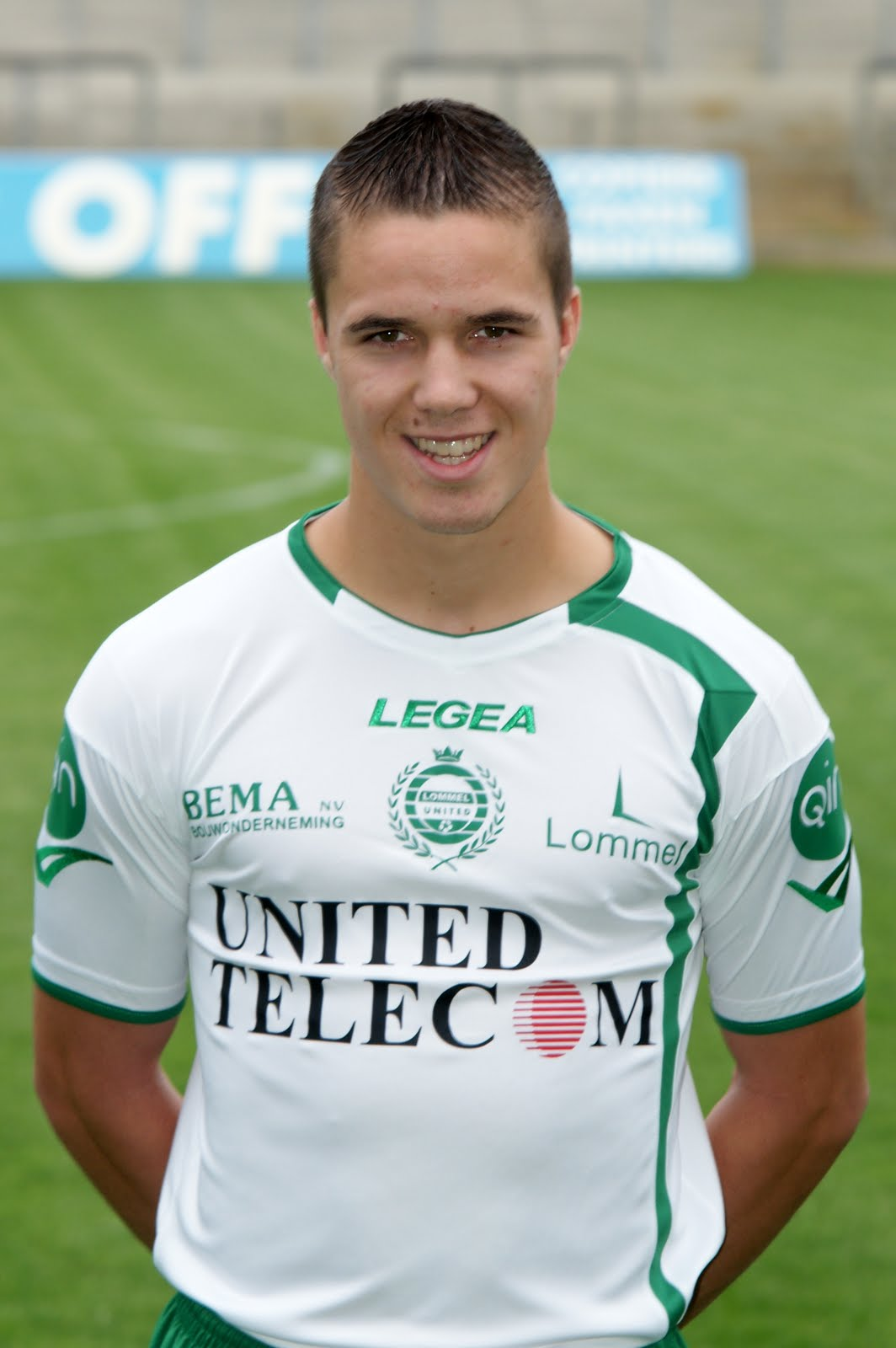
Thomas Azevedo (middenvelder)
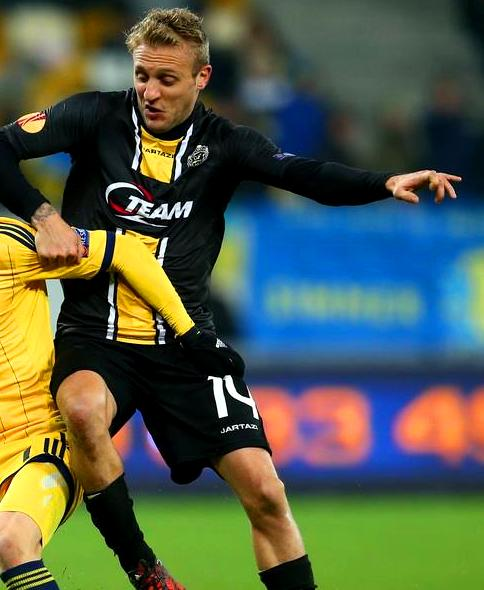
Jordan Remacle (aanvaller)
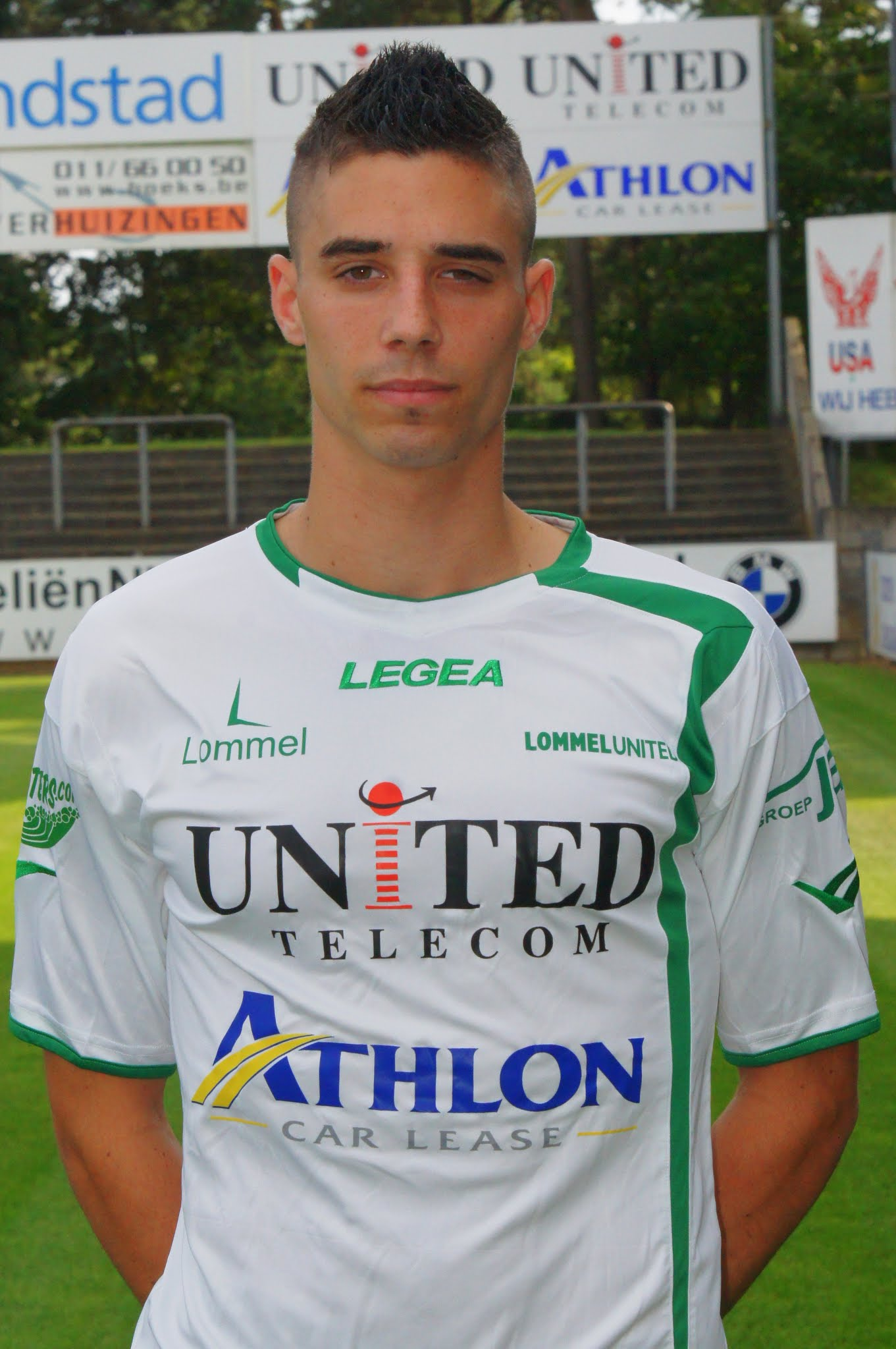
Alessandro Cerigioni (aanvaller)
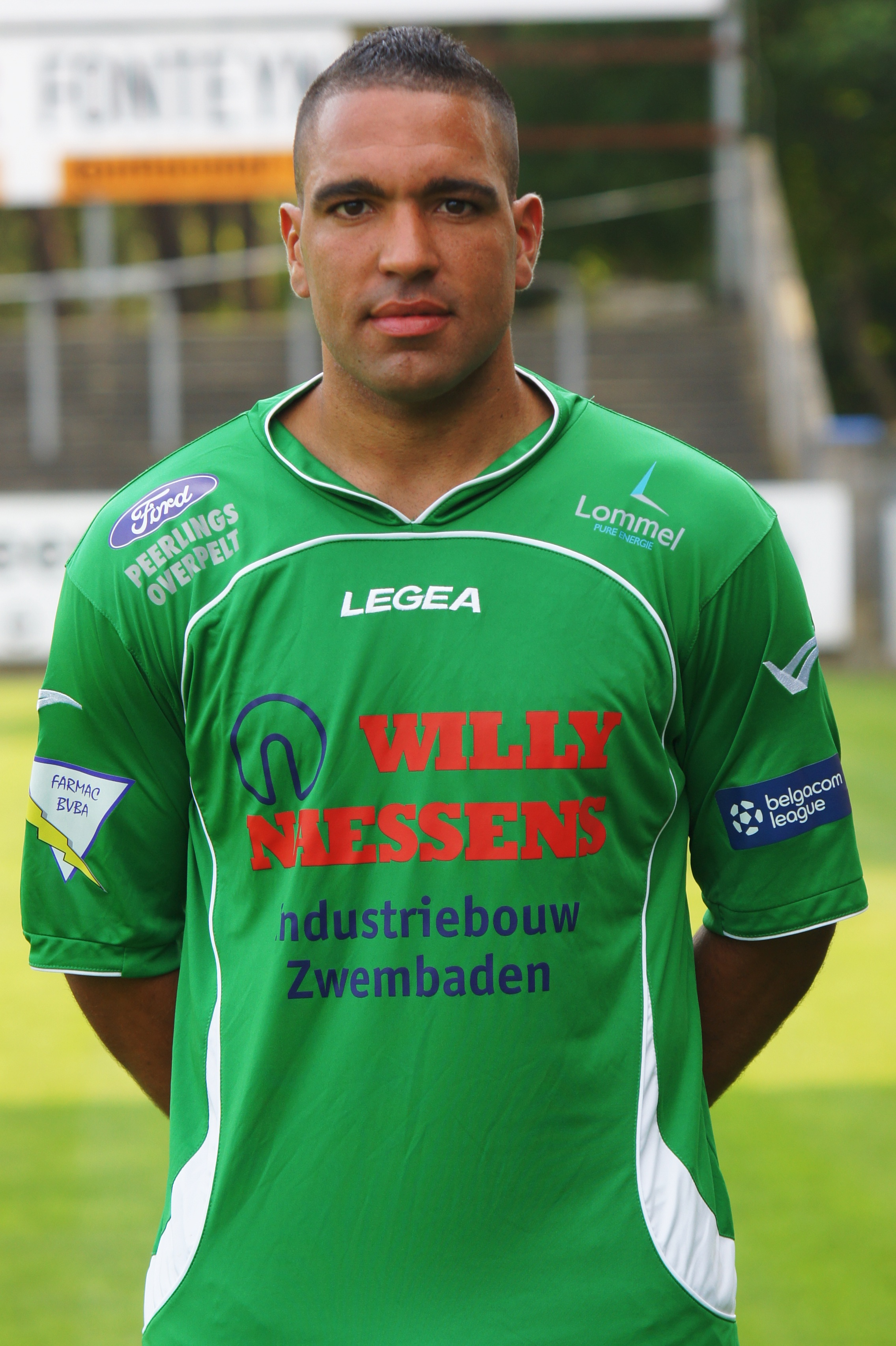
Romero Regales (aanvaller)

2009/10 · 2010/11 · 2011/12 · 2012/13 · 2013/14 · 2014/15 · 2015/16 · 2016/17 · 2017/18 · 2018/19 · 2019/20 · 2020/21 · 2021/22 · 2022/23 · 2023/24 · 2024/25